# Ryszard Wawryniewicz
Ryszard Jan Wawryniewicz (ur. 18 stycznia 1962 w Wałbrzychu) – polski polityk, samorządowiec, poseł na Sejm III i V kadencji.

## Życiorys
Ukończył studia na Wydziale Historii Uniwersytetu Wrocławskiego. Pracował w różnych prywatnych przedsiębiorstwach, w pierwszej połowie lat 90. zasiadał także w świdnickim samorządzie (m.in. przez rok w zarządzie miasta).
Od 1997 do 2001 sprawował mandat posła III kadencji wybranego z listy Akcji Wyborczej Solidarność, w 2001 bezskutecznie ubiegał się o reelekcję. W 2002 został wybrany na radnego powiatu świdnickiego z listy Wspólnoty Samorządowej. Zrzekł się tej funkcji, obejmując stanowisko zastępca prezydenta miasta Świdnicy, które zajmował do 2005. Należał do Zjednoczenia Chrześcijańsko-Narodowego, później przystąpił do Prawa i Sprawiedliwości. Wstąpił także do Chrześcijańskiego Ruchu Samorządowego (został członkiem zarządu głównego stowarzyszenia).
W wyborach parlamentarnych w 2005 został wybrany do Sejmu z listy PiS w okręgu wałbrzyskim. W 2007 nie został wpisany na listę wyborczą. W tym samym roku objął funkcję wicestarosty powiatu świdnickiego.
W 2008 wystąpił z PiS. Przystąpił do Ruchu Obywatelskiego „Polska XXI” (istniejącego do 2010), gdzie zasiadał we władzach krajowych. Był też wiceprezesem lokalnego odłamu ruchu – Dolny Śląsk XXI (także po jego przemianowaniu w lutym 2011 na Obywatelski Dolny Śląsk). Później przestał pełnić tę funkcję. Bez powodzenia kandydował z ramienia DŚ XXI (występującego jako komitet Rafała Dutkiewicza) w 2010 do sejmiku dolnośląskiego i w 2014 z ramienia Wspólnoty Samorządowej Ziemi Świdnickiej do rady powiatu. W 2017 przystąpił do partii Porozumienie.
Odznaczony Krzyżem Kawalerskim Orderu Odrodzenia Polski (2015). Jest laureatem „Złotego Dęba” – najwyższej nagrody gminy Żarów.